# Oskar Goebel
Oskar Goebel, auch Oscar Göbel (* 12. Januar 1858 in Frankfurt am Main; † 2. Oktober 1906 in Berlin), war ein deutscher Landschaftsmaler und Restaurator.

## Leben
Oskar Goebel war das älteste der drei Kinder des Malers, Kupferstechers und Restaurators Christian Wunibald Angilbert Goebel (1821–1882) und dessen Frau Maria Elisabetha Henriette, geb. Reith. Seine Geschwister Johann August (* 1867) und Marie (1863–1908) wurden ebenfalls künstlerisch tätig. Goebel war zunächst Schüler seines Vaters und studierte später am Städelschen Kunstinstitut Frankfurt am Main. Bis 1887 betrieb er ein Atelier in seiner Heimatstadt, auch in Zusammenarbeit mit seiner Schwester Marie Goebel. Von 1888 bis 1890 folgte ein Aufenthalt in München. Ab 1890 war Goebel in Berlin ansässig und seit Oktober 1896 verheiratet mit Mathilde, geb. Hentschke (1868–1935). Hier wurde er neben seinem freiberuflichen Wirken als Kunstmaler tätig als Restaurator für die Nationalgalerie. Von Goebel sind mehrere Motive aus dem Taunus bekannt, wie auch Arbeiten von der Insel Rügen.